# Крукстон (тауншип, Миннесота)
Крукстон (англ. Crookston) — тауншип в округе Полк, Миннесота, США. На 2000 год его население составило 554 человека.

## География
По данным Бюро переписи населения США площадь тауншипа составляет 97,4 км², из которых 97,3 км² занимает суша, а 0,1 км² — вода (0,08 %).

## Демография
По данным переписи населения 2000 года здесь находились 554 человека, 148 домохозяйств и 128 семей.  Плотность населения —  5,7 чел./км².  На территории тауншипа расположено 156 построек со средней плотностью 1,6 построек на один квадратный километр. Расовый состав населения: 98,56 % белых, 0,72 % афроамериканцев, 0,18 % коренных американцев и 0,54 % азиатов. Испанцы или латиноамериканцы любой расы составляли 1,08 % от популяции тауншипа.
Из 148 домохозяйств в 45,3 % воспитывались дети до 18 лет, в 79,7 % проживали супружеские пары, в 4,1 % проживали незамужние женщины и в 13,5 % домохозяйств проживали несемейные люди. 11,5 % домохозяйств состояли из одного человека, при том 2,7 % из — одиноких пожилых людей старше 65 лет. Средний размер домохозяйства — 2,99, а семьи — 3,25 человека.
24,2 % населения младше 18 лет, 9,4 % в возрасте от 18 до 24 лет, 23,8 % от 25 до 44, 22,2 % от 45 до 64 и 20,4 % старше 65 лет. Средний возраст — 41 год. На каждые 100 женщин приходилось 100,7 мужчин.  На каждые 100 женщин старше 18 приходилось 96,3 мужчин.
Средний годовой доход домохозяйства составлял 54 688 долларов, а средний годовой доход семьи —  61 875 долларов. Средний доход мужчин —  38 750  долларов, в то время как у женщин — 30 694. Доход на душу населения составил 19 664 доллара. За чертой бедности находились 5,4 % семей и 6,7 % всего населения тауншипа, из которых 9,2 % младше 18 лет.